# ビル・クレム
ビル・クレム（William Joseph "Bill" Klem, 1874年2月22日 - 1951年9月1日）は、メジャーリーグベースボールの審判。1953年に、審判の分野でトム・コノリーとともに初めてアメリカ野球殿堂入りを果たした。ニューヨーク州のロチェスター生まれ。近代野球における「アンパイアの父」と呼ばれる。

## 経歴・功績
1905年からナショナルリーグの審判となり、1908年に初めてワールドシリーズを裁く。以降審判を務めたワールドシリーズは計18回に及ぶ(最多記録)。また1913年には、全米選抜チームによる世界各国への遠征に帯同し、同年12月に来日を果たしている。
1933年に最初のオールスターゲームが開催された際、審判団の一員を務めた（一塁塁審）。以後1941年までリーグの審判員を務め、67歳で現役を引退、ナショナルリーグ審判部長となった。審判歴は37年に及び、また5000試合以上に出場した審判は、2007年現在彼とブルース・フローミングの2人だけである。1951年、フロリダ州マイアミで死去した。77歳。
クレムは審判職においても、正確な技術に裏打ちされた「プロ意識」が必要と唱えていた。判定に対しては絶対的な自信をもっていたこともあり、しばしばその態度は排他的であったという。また在職中から、現在当たり前に行われている、手を使った判定アクション（両手を水平に広げ「セーフ」をコールするなど）を取り入れるなど、近代野球の審判のスタイルを確立した人物でもある。

## 審判歴
- 在籍：ナショナルリーグ（1905年 - 1941年）
- 出場試合数：
  - レギュラーシーズン：5368試合
  - ワールドシリーズ：103試合
  - オールスターゲーム：2試合（1933年、1938年）

## エピソード
- 現在広く普及しているインサイドプロテクターをいち早く採用していた。
- 一部選手がつけた「ナマズ」というあだ名を忌み嫌っていた。ある試合では、地面にナマズの絵を書いた選手を退場させたという。
- 2007年、メジャーリーグ機構は、ブルース・フローミング審判員がビル・クレムの記録に並ぶ37年連続出場のメジャーリーグ記録に達したと発表した。
- 「私がコールするまで、ストライクでもボールでもない」という審判員の絶対性を示す言葉は有名。